# 1972 (musikalbum)
1972 är det fjärde albumet av den amerikanske artisten Josh Rouse. Skivan utgavs 2003 och blev hans första på skivbolaget Rykodisc.

## Låtlista
Alla låtar är skrivna av Josh Rouse.
1. 1972
2. Love Vibration
3. Sunshine (Come on Lady)
4. James
5. Slaveship
6. Comeback (Light Therapy)
7. Under Your Charms
8. Flight Attendant
9. Sparrows Over Birmingham
10. Rise